# Контактні кільця

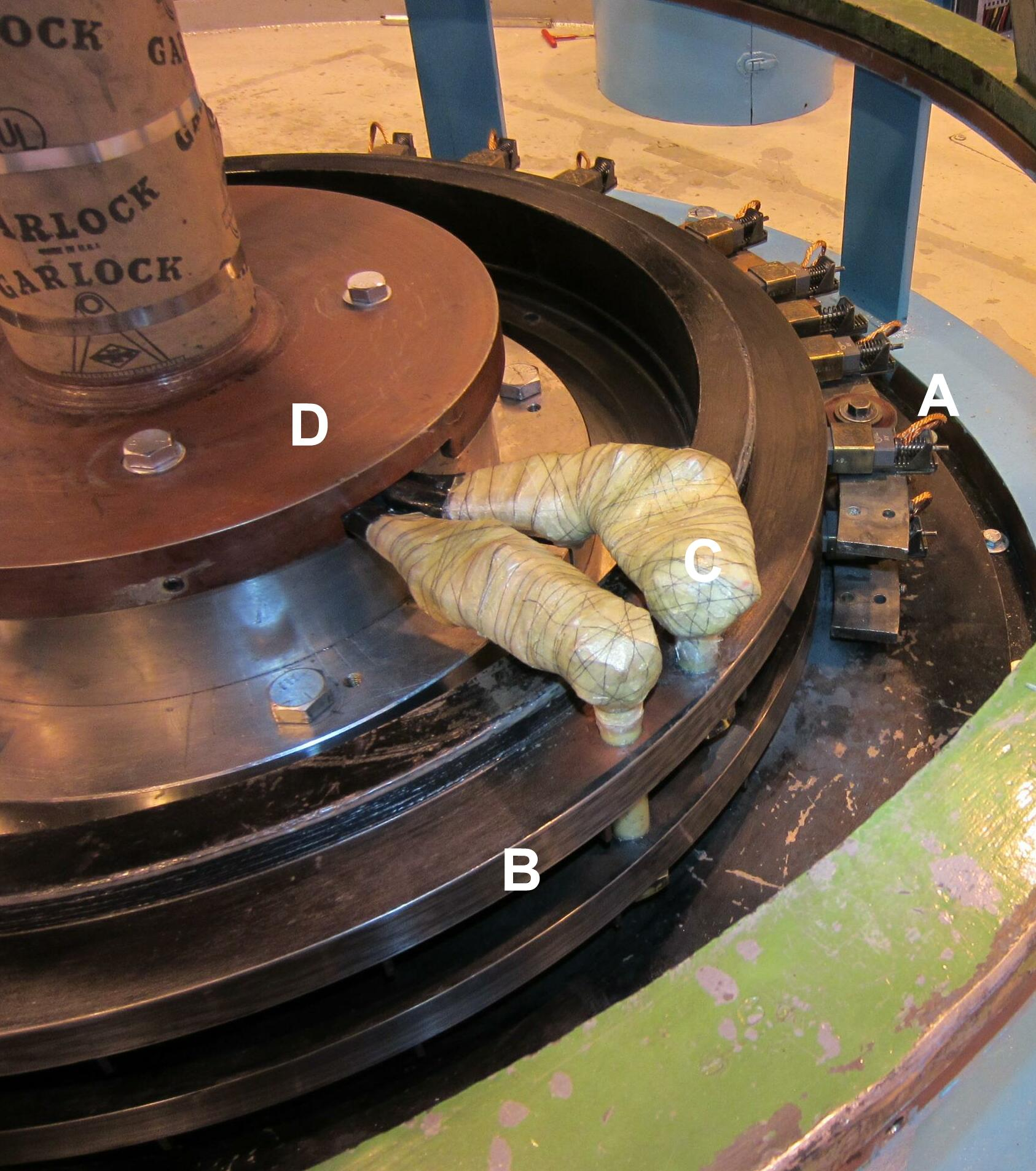
Контактні кільця на генераторі ГЕС. Пропускають до 500 А у разі близько 150 вольт обертового поля обмотки збудження генератора. Графітові щітки ковзають по сталевому кільці, підтримуючи контакт під тиском пружини. Багатожильні мідні проводи з'єднують кожну щітку з колом живлення. Використовуються два комплекти щіток і два кільця для електричного кола.
A — підпружинені стаціонарні графітові щітки
B — обертове сталеве контактне кільце
C — ізольовані приєднання до обвитки збудження генератора
D — верхній кінець вала генератора

Конта́ктні кі́льця (англ. contact ring, slip ring), також: кільцевий струмознімач — вид електричних контактів, виконаних у вигляді струмопровідного кільця з притиснутими до нього щітками, що забезпечують подання електрики в обертовій електричній машині з однієї частини кола в іншу за допомогою ковзного контакту.

## Застосування
Контактні кільця застосовуються у разі неможливості прямого передавання електричної енергії за допомогою дротів, наприклад у разі подавання напруги на обвитку обертового ротора.
Використовуються в машинобудуванні, електродвигунах, робототехніці (для передавання інформаційного та керівного сигналу). Застосовувані в електродвигунах контактні кільця, є кращими порівняно з колекторним вузлом, оскільки під час роботи отримують менший знос.
Залежно від обраного технологічного рішення можуть застосовуватися контактні кільця концентричні і поздовжні.
Контактні кільця виготовляються зазвичай з твердих металів і, в окремих випадках, мають стійке до зносу і впливу зовнішнього середовища покриття (позолочене або срібне).
Також відомі випадки застосування рідиннометалевих контактних кілець — ртутних струмознімачів, що забезпечують передачу великих струмів і мають низький опір.

## Приклади використання
Електричні машини з контактними кільцями:
- Синхронні машини
- Асинхронні машини з фазним ротором;
- Двигун Шраге;
- Колекторний перетворювач частоти;
- Одноякірний перетворювач та інше.